# Barbara Sanseverino
Barbara Sanseverino, comtesse de Sala, est une aristocrate italienne née à Milan en 1550 et morte à Parme le 19 mai 1612. Connue pour sa beauté, Le Tasse lui a dédié le sonnet In lode de' capelli di D. Barbara Sanseverini Contessa di Sala.

## Biographie

### Famille
Fille de Gianfrancesco et de Lavinia Sanseverino, Barbara est issue de l'illustre famille de Sanseverino, originaire du royaume de Naples.
Peu avant ses 15 ans, le 6 septembre 1564, elle est mariée à Giberto Sanvitale, seigneur de Sala Baganza, et s'installe à Parme.
En 1585, son mari meurt à Plaisance dans des circonstances mystérieuses et son fils Girolamo est alors investi par le duc de Parme, Octave Farnèse, du marquisat de Colorno, avec l'obligation de prendre le nom et les armes de la famille Sanseverino.
Devenue veuve, Barbara se cherche un protecteur : elle épouse ainsi en 1596 le comte Orazio Simonetta, seigneur de Torricella, un village situé sur les rives du Pô, et s'installe à Colorno.

### Libertinage
Dotée d'une culture raffinée, Barbara Sanseverino excelle dans la société aristocratique de la Renaissance. Lorsqu'elle s'installe avec sa famille à Rome en octobre 1572, elle enchante la ville par sa beauté. Il est rapporté qu'à l'occasion de la visite d'Alexandre Farnèse à Rome, est organisée une fête « qui dura presque jusqu'au jour, au cours de laquelle elle conquit tout le monde, femmes et hommes, ce qui est une chose incroyable à Rome, car il n'y a jamais eu de dame princesse aussi satisfaisante que cette dame ». En mai 1575, à son départ de la ville, elle est escortée par deux cents nobles chevaliers, laissant Rome « veuve  » .
Lors de son passage à Sienne « elle a fait preuve de tant de valeur, de noblesse et de douceur pour procéder que les nobles femmes se sont déplacées pour la contempler et l'admirer ». De même, lors de sa visite pour le carnaval de 1576 à la cour de Ferrare, après le somptueux mariage à Scandiano de sa belle-fille Leonora avec Giulio Thiene, elle laisse « très satisfaite [...] de ces messieurs pour les fêtes, banquets et manèges qu'ils faisaient, puis présentée et caressée avec émerveillement par Alphonse II d'Este. ».
« Régiste » des fêtes, non sans implications érotiques, cause de désagréments et de dépenses pour tous, Barbara, qui « avec intrépidité et sans relâche, observe, célèbre et garde, plus belle et plus fraîche que jamais ».
Dans les années 1580, elle est la confidente et l'amante du duc de Mantoue, Vincent de Gonzague, qui n'hésite pas, pour elle, à quitter temporairement sa capitale pour s'installer à Viadana. Pendant cette période il se rendait néanmoins fréquemment à la cour de Ferrare auprès de son épouse Marguerite Farnèse.

### La conspiration des féodaux contre les Farnèse
Dans les années 1590, le nouveau duc de Parme, Ranuce Ier Farnèse, a pour objectif de prendre le contrôle de la ville de Colorno. Dans cette visée, il tire parti de querelles familiales et affirme que l'investiture de Colorno à la famille Sanvitale devait être considérée comme nulle et non avenue. Les Sanvitale, pour se prémunir des ambitions ducales, élaborent une conspiration pour écarter Ranuce du pouvoir et ainsi réaffirmer leurs droits.
Un grand nombre de personnages adhèrent à cette conjuration : Barbara et son second mari Orazio Simonetta, son fils aîné Girolamo avec son propre fils Gianfrancesco, Alfonso Sanvitale, le comte Girolamo de Correggio, le comte Alberto de Canossa, Agnese del Carretto, marquise de Grana, Oliviero Olivieri, ou encore Onofrio Martani.
Le coup devait être porté dans l'église des Capucins de Fontevivo, à l'occasion du baptême du neveu du duc, Alexandre Farnèse (1610-1630). Cependant, un des serviteurs de Gianfrancesco, emprisonné et torturé pour des raisons sans rapport avec la conspiration, laisse échapper dans ses tourments des noms qui alertent les autorités parmesanes. C'est ainsi que, la conspiration découverte, tous les comploteurs sont arrêtés. Un procès inquisitorial mené par le juge Piossasco est ouvert : le 4 mai 1612, il se conclut par la condamnation à mort de tous les conjurés et la confiscation de leurs biens.
Le 19 mai 1612, à Parme, Barbara et neuf autres conspirateurs sont décapités en place publique, sur un échafaud installé près de l'actuelle piazza Garibaldi. Barbara est la première à monter sur l'échafaud. Le bourreau n'ayant pas réussi à la décapiter du premier coup doit l'achever au couperet et, incité par la foule, profane sa dépouille en soulevant sa chemise et en lui donnant la fessée.
Ranuce Ier accusera la famille Malaspina et surtout le duc de Mantoue, Ferdinand, de complicité dans ce complot : celui-ci aurait soutenu financièrement les conjurés. Le duc de Mantoue menace alors de prendre les armes contre les Farnèse, mais le pape Paul V d'abord, puis les rois de France et d'Espagne, ainsi que Charles-Emmanuel de Savoie, parviennent à éviter le conflit.